# Staple Inn
Staple Inn er en delvis Tudorbygning, der ligger på sydsiden af High Holborn street i City of London, London, England. Den ligger nær Chancery Lane Station, og den bruges som Institute and Faculty of Actuaries' lokaler i London. Det er den sidste tilbageværende Inn of Chancery. Den har været listed building af første grad siden 1974.
Den var oprindelige en del af Gray's Inn, der er én af de fire Inns of Court. Dens historie går tilbage til 1585. Den overlevede den store brand i London i 1666. Den blev voldsomt ødelagt i 1944 under anden verdenskrig under luftbombardement, men blev efterfølgende restaureret.